# Plantago ovata
Plantago ovata (synoniemen: Plantago decumbens, Plantago ispaghula) is een medicinale, kruidachtige, eenjarige plant uit de weegbreefamilie, die van nature voorkomt op de Canarische Eilanden, Madeira, in Zuidoost-Spanje, Noord-Afrika, de Levant, het Arabisch Schiereiland, Afghanistan, Pakistan en India. Plantago ovata is ingeburgerd in Californië, Nevada, Utah, Arizona, Texas, Mexico en Australië. Het aantal chromosomen is 2n = 8.
Het zaad van de plant wordt vlozaad genoemd, de zaadhuiden psyllium. Het wordt bij mens en dier gebruikt ter bevordering van de ontlasting. De plant wordt hiervoor hoofdzakelijk verbouwd in India en Pakistan.

## Beschrijving
De plant wordt 2–10 cm hoog. De lijnvormige, soms lijn-lancetvormige bladeren met spitse top en getande of gladde bladrand vormen een grondrozet en worden 2–10 cm lang en 1–5 cm breed. De bladeren zijn dicht, wollig behaard met tot 5 mm lange haren.
De plant is een zelfbestuiver en bloeit ongeveer zestig dagen na zaaien met tweeslachtige bloemen aan een eivormige, 0,5–2 cm lange aar in India en Pakistan na een periode van neerslag, meestal van januari tot april.

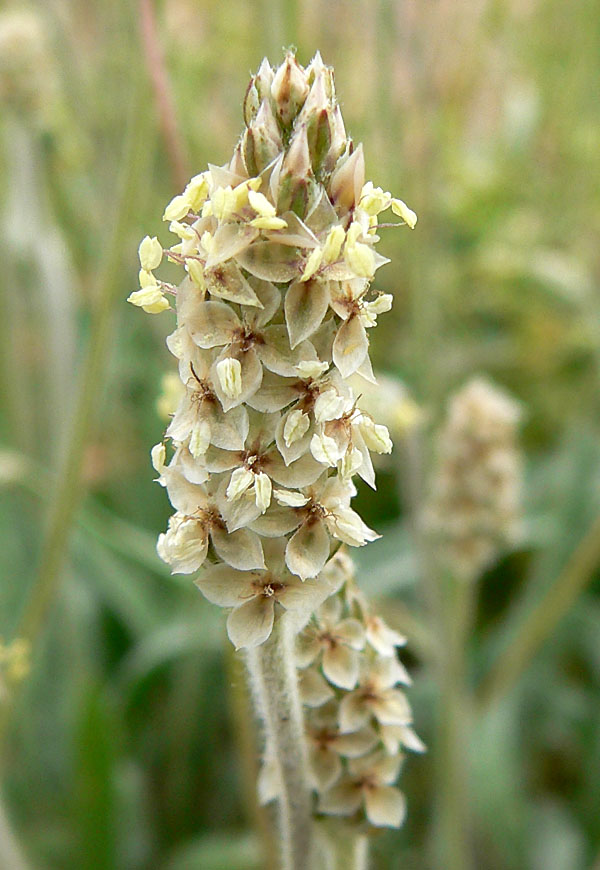
Bloeiwijze

De opstijgende bloemsteel is nauwelijks langer dan de bladeren en dicht met stijve, 1–2 mm lange haren behaard. De schutbladeren zijn ongeveer 3 mm lang, eirond tot rond met aan de top een uitstekende middennerf en brede vliezige randen.
De bijna ronde kelkbladeren zijn 2-2,5 mm lang en alleen aan de voet vergroeit. Ze hebben een uitstekende middennerf en een brede, symmetrisch vliezege rand. De kale kroonbuis is 2,5-3,5 mm lang.
De onbehaarde doosvrucht is elliptisch, 2,5–3 mm lang. In de doosvrucht zitten twee 2-2,5 mm grote, eivormige tot langelliptische, gele tot bruine zaden.

## Teelt
Vooraf aan het zaaien wordt eerst beregend voor het verkrijgen van een goed zaaibed. Bereging of regen na het zaaien kan het zaad te diep inspoelen. In India wordt bereedwerpig gezaaid. Per hectare wordt 5,5-8,25 kg zaaizaad gebruikt, De ideale zaaidiepte is 6 mm. De kiemplanten zijn vorstgevoelig. Op proefvelden in Arizona is met zeer goed resultaat rijenzaai toegepast, waarbij 22-27,5 kg zaaizaad per ha werd gebruikt. Aan het begin van het groeiseizoen wordt twee maal met de hand het onkruid bestreden.
De belangrijkste ziekten zijn de schimmels fusarium oxysporum en valse meeldauw. Engerlingen en bladluizen zijn de belangrijkste plaaginsecten.
De aren verkleuren tijdens het afrijpen roodachtigbruin. De onderste bladeren verdrogen en de bovenste vergelen bij het afrijpen. Geoogst wordt in de ochtend direct na het opdrogen van het door de dauw nat geworden gewas om zaaduitval en daardoor opbrengstverlies tegen te gaan. In India worden de planten 15 cm boven de grond afgesneden en gebost op het land enkele dragen te drogen gelegd. Daarna wordt het gedorsen en geschoond. Het geoogste zaad moet teruggedroogd worden tot beneden de 12% vocht. Na twee jaar bewaring is de kiemkracht van het zaad sterk teruggelopen.

## Opbrengst
De contractprijs voor 95% zuivere psylliumzaadhuiden was voor april 1988 vastgesteld door de Indian Basic Chemical, Pharmaceutical and Cosmetic Export Promotion Council op $3,63/kg FOB (vrij aan boord) en in 1985 was dit nog $2,51/kg). De gemiddelde zaadopbrengst van P. ovata in India komt vaak boven de 1000 kg per hectare met een netto opbrengst aan zaadhuiden van 275 kg/ha.
... · 
P. indica (zandweegbree) · 
P. coronopus (hertshoornweegbree) · 
P. lanceolata (smalle weegbree) · 
P. major · 
P. major subsp. intermedia (getande weegbree) · 
P. major subsp. major (grote weegbree) ·
P. maritima (zeeweegbree) · 
P. media (ruige weegbree) · 
P. ovata · 
...